# Rhodesia depompata
Rhodesia depompata là một loài bướm đêm trong họ Geometridae.